# جاك لورانس (مغني)
جاك لورانس (بالإنجليزية: Jack Lawrence)‏ هو مغني وكاتب أغاني أمريكي، ولد في 18 ديسمبر 1976 في كنتاكي في الولايات المتحدة.

## وصلات خارجية
- جاك لورانس على موقع ميوزك برينز (الإنجليزية)
- جاك لورانس على موقع أول ميوزيك (الإنجليزية)
- جاك لورانس على موقع ديسكوغز (الإنجليزية)